# Министерство труда Пакистана
Министерство труда Пакистана является правительственным министерством Пакистана, отвечает за рынок труда, условия труда, пенсии, социальное обеспечение, социальное страхование, миграцию. Министерство возглавляет министр труда.